# Cúp FA Hàn Quốc 2007
Cúp FA Hàn Quốc 2007, hay Cúp FA Hana Bank vì lý do tài trợ, là mùa giải thứ 12 của Cúp FA Hàn Quốc.

## Thể thức giải đấu
|  | Round of 16                | Round of 16           |                            |       | Tứ kết | Tứ kết |  |  | Bán kết | Bán kết |  |  | Chung kết | Chung kết |
|  |                            |                       |                            |       |        |        |  |  |         |         |  |  |           |           |
|  | 1 tháng 8 năm 2007         |                       |                            |       |        |        |  |  |         |         |  |  |           |           |
|  |                            |                       |                            |       |        |        |  |  |         |         |  |  |           |           |
|  | Ulsan Hyundai Mipo Dolphin | 2 (4)                 |                            |       |        |        |  |  |         |         |  |  |           |           |
|  | Ulsan Hyundai Mipo Dolphin | 2 (4)                 | 18 tháng 9 năm 2007        |       |        |        |  |  |         |         |  |  |           |           |
|  | Gyeongnam FC               | 2 (2)                 |                            |       |        |        |  |  |         |         |  |  |           |           |
|  | Gyeongnam FC               | 2 (2)                 | Ulsan Hyundai Mipo Dolphin | 0     |        |        |  |  |         |         |  |  |           |           |
|  |                            |                       | Ulsan Hyundai Mipo Dolphin | 0     |        |        |  |  |         |         |  |  |           |           |
|  |                            | Pohang Steelers       | 2                          |       |        |        |  |  |         |         |  |  |           |           |
|  | Goyang KB Kookmin Bank     | Pohang Steelers       | 2                          | 2 (2) |        |        |  |  |         |         |  |  |           |           |
|  | Goyang KB Kookmin Bank     |                       | 3 tháng 10 năm 2007        | 2 (2) |        |        |  |  |         |         |  |  |           |           |
|  | Pohang Steelers            | 2 (4)                 |                            |       |        |        |  |  |         |         |  |  |           |           |
|  | Pohang Steelers            | 2 (4)                 | Pohang Steelers            | 2     |        |        |  |  |         |         |  |  |           |           |
|  |                            |                       | Pohang Steelers            | 2     |        |        |  |  |         |         |  |  |           |           |
|  |                            | Jeju United           | 1                          |       |        |        |  |  |         |         |  |  |           |           |
|  | Jeju United                | Jeju United           | 1                          | 1 (5) |        |        |  |  |         |         |  |  |           |           |
|  | Jeju United                |                       |                            | 1 (5) |        |        |  |  |         |         |  |  |           |           |
|  | Seongnam Ilhwa Chunma      | 1 (4)                 |                            |       |        |        |  |  |         |         |  |  |           |           |
|  | Seongnam Ilhwa Chunma      | 1 (4)                 | Jeju United                | 0 (5) |        |        |  |  |         |         |  |  |           |           |
|  |                            |                       | Jeju United                | 0 (5) |        |        |  |  |         |         |  |  |           |           |
|  |                            | Busan I'Park          | 0 (4)                      |       |        |        |  |  |         |         |  |  |           |           |
|  | Daejeon Citizen            | Busan I'Park          | 0 (4)                      | 0     |        |        |  |  |         |         |  |  |           |           |
|  | Daejeon Citizen            |                       | tháng 11 năm 2007 (agg)    | 0     |        |        |  |  |         |         |  |  |           |           |
|  | Busan I'Park               | 2                     |                            |       |        |        |  |  |         |         |  |  |           |           |
|  | Busan I'Park               | 2                     | Pohang Steelers            | 3     |        |        |  |  |         |         |  |  |           |           |
|  |                            |                       | Pohang Steelers            | 3     |        |        |  |  |         |         |  |  |           |           |
|  |                            | Chunnam Dragons       | 6                          |       |        |        |  |  |         |         |  |  |           |           |
|  | Chunnam Dragons            | Chunnam Dragons       | 6                          | 1     |        |        |  |  |         |         |  |  |           |           |
|  | Chunnam Dragons            |                       |                            | 1     |        |        |  |  |         |         |  |  |           |           |
|  | Jeonbuk Hyundai Motors     | 0                     |                            |       |        |        |  |  |         |         |  |  |           |           |
|  | Jeonbuk Hyundai Motors     | 0                     | Chunnam Dragons            | 0 (4) |        |        |  |  |         |         |  |  |           |           |
|  |                            |                       | Chunnam Dragons            | 0 (4) |        |        |  |  |         |         |  |  |           |           |
|  |                            | Ulsan Hyundai Horangi | 0 (2)                      |       |        |        |  |  |         |         |  |  |           |           |
|  | Gwangju Sangmu             | Ulsan Hyundai Horangi | 0 (2)                      | 1     |        |        |  |  |         |         |  |  |           |           |
|  | Gwangju Sangmu             |                       |                            | 1     |        |        |  |  |         |         |  |  |           |           |
|  | Ulsan Hyundai Horangi      | 3                     |                            |       |        |        |  |  |         |         |  |  |           |           |
|  | Ulsan Hyundai Horangi      | 3                     | Chunnam Dragons            | 2     |        |        |  |  |         |         |  |  |           |           |
|  |                            |                       | Chunnam Dragons            | 2     |        |        |  |  |         |         |  |  |           |           |
|  |                            | Incheon United        | 0                          |       |        |        |  |  |         |         |  |  |           |           |
|  | Daegu FC                   | Incheon United        | 0                          | 2     |        |        |  |  |         |         |  |  |           |           |
|  | Daegu FC                   |                       |                            | 2     |        |        |  |  |         |         |  |  |           |           |
|  | Incheon United             | 3                     |                            |       |        |        |  |  |         |         |  |  |           |           |
|  | Incheon United             | 3                     | Incheon United             | 2     |        |        |  |  |         |         |  |  |           |           |
|  |                            |                       | Incheon United             | 2     |        |        |  |  |         |         |  |  |           |           |
|  |                            | FC Seoul              | 1                          |       |        |        |  |  |         |         |  |  |           |           |
|  | FC Seoul                   | FC Seoul              | 1                          | 0 (4) |        |        |  |  |         |         |  |  |           |           |
|  | FC Seoul                   |                       |                            | 0 (4) |        |        |  |  |         |         |  |  |           |           |
|  | Suwon Samsung Bluewings    | 0 (2)                 |                            |       |        |        |  |  |         |         |  |  |           |           |
|  | Suwon Samsung Bluewings    | 0 (2)                 |                            |       |        |        |  |  |         |         |  |  |           |           |

## Kết quả

### Vòng Sơ loại

#### Vòng Một
| Đại học Incheon                 | 3 – 0 | Bukak Club |
| ------------------------------- | ----- | ---------- |
| Park Ki-Seo 55, 79 Han Ji-Ho 77 |       |            |

| Đại học Chungang                                       | 4 – 1 | Hanwoori        |
| ------------------------------------------------------ | ----- | --------------- |
| Kim Sin-Wook 32 Choi Kil-Ho 33 Kim In-Ho61 Lee Yong 90 |       | 62 Kang Dong-Su |

| Đại học Sungkyunkwan                                                               | 5 – 1 | LG Cyon           |
| ---------------------------------------------------------------------------------- | ----- | ----------------- |
| You Dong-Kyu 16 Jo Joo-Young 20 Kim Bum-Seok 52 Nam Hyung-Sung 75 Yoon Dong-Min 84 |       | 7 Lim Byung-Cheol |

| Đại học Ulsan | vs | Bonghwang FC |
| ------------- | -- | ------------ |
|               |    |              |

#### Vòng Hai
| Đại học Soongsil            | 1 – 1 (3 PK 1) | Đại học Incheon |
| --------------------------- | -------------- | --------------- |
| Ryu Hyun-Ho 12 phản lưới 22 |                |                 |

| Đại học Hanyang                  | 2 – 3 | Đại học Chungang                                |
| -------------------------------- | ----- | ----------------------------------------------- |
| Jung Il-Hwan 22 Song Ho-Young 87 |       | 4 Jung Hee-Bong 14 Choi Kil-Ho 28 Oh Hyung-Seok |

| Đại học Konkuk                     | 2 – 0 | Đại học Sungkyunkwan |
| ---------------------------------- | ----- | -------------------- |
| Kang Jung-Hoon 23 Cho Dong-Geon 47 |       |                      |

| Đại học Hàn Quốc | 1 – 1 (2 PK 4) | Đại học Ulsan   |
| ---------------- | -------------- | --------------- |
| Lee Jae-Min 23   |                | 37 An Young-Sin |

### Vòng Chung kết

#### Vòng 26 đội
| Goyang KB Kookmin Bank | 0 – 0 (5 PK 4) | Suwon City |
| ---------------------- | -------------- | ---------- |
|                        |                |            |

| Daejeon Citizen | 2 – 0 | Đại học Chungang |
| --------------- | ----- | ---------------- |
| Denilson 22, 59 |       |                  |

| Incheon Korea National Railroad | 1 – 1 (3 PK 5) | FC Seoul        |
| ------------------------------- | -------------- | --------------- |
| Kim Min-Soo 49                  |                | 74 Kim Eun-Jung |

| Busan Transportation Corporation | 0 – 1 | Ulsan Hyundai Horangi |
| -------------------------------- | ----- | --------------------- |
| Park Jun-Hong 90(og)             |       |                       |

| Changwon City | 0 – 2 | Gyeongnam FC            |
| ------------- | ----- | ----------------------- |
|               |       | 28 Kim Hyo-Il 30 Cabore |

| Gangneung City | 1 – 1 (6 PK 7) | Daegu FC  |
| -------------- | -------------- | --------- |
| Na Il-Kyun 91  |                | 43 Eninho |

| Gwangju Sangmu                     | 2 – 1 | Đại học Incheon |
| ---------------------------------- | ----- | --------------- |
| Song Keun-Soo 26 Choi Sung-Hyun 63 |       | 90 Jo Kyung-Ho  |

| Icheon Hummel Korea | 1 – 3 | Busan I'Park                                         |
| ------------------- | ----- | ---------------------------------------------------- |
| Kang Hyun-Wook 56   |       | 17 Luciano Valente 29 Ahn Seong-Min 83 Park Kyu-Seon |

| Jeju United                     | 2 – 0 | Đại học Ulsan |
| ------------------------------- | ----- | ------------- |
| Cho Jin-Soo 2 Choi Hyun-Youn 70 |       |               |

| Pohang Steelers                                       | 4 – 1 | Đại học Konkuk     |
| ----------------------------------------------------- | ----- | ------------------ |
| Choi Tae-Uk 16, 83 Lee Gwang-Jae 54 Kim Gwang-Seok 55 |       | 79 Jung Jeong-Hyun |

| Seosan Omega     | 1 – 4 | Suwon Samsung Bluewings                                  |
| ---------------- | ----- | -------------------------------------------------------- |
| Shin Hyun-Joon 7 |       | 20 Kim Dae-Eui 25 Mato Neretljak 48 Edu 58 Seo Dong-Hyun |

| Daejeon Korea Hydro & Nuclear Power | 0 – 4 | Incheon United                                        |
| ----------------------------------- | ----- | ----------------------------------------------------- |
|                                     |       | 17, 90 Bang Seung-Hwan 83 Kim Sang-Rok 89 No Jong-Gun |

| Ansan Hallelujah | 0 – 1 | Ulsan Hyundai Mipo Dolphin |
| ---------------- | ----- | -------------------------- |
|                  |       | 68 Lee Hyun                |

#### Vòng 16 đội
- Vòng 16 đội có 3 câu lạc bộ: Chunnam Dragons (vô địch Cúp FA Hàn Quốc 2006), Seongnam Ilhwa Chunma (vô địch K League 2006), Jeonbuk Hyundai Motors (vô địch AFC Champions League 2006)

| FC Seoul | 0 – 0 (4 PK 2) | Suwon Samsung Bluewings |
| -------- | -------------- | ----------------------- |
|          |                |                         |

| Daejeon Citizen | 0 – 2 | Busan I'Park       |
| --------------- | ----- | ------------------ |
|                 |       | 20, 25 Sim Jae-Won |

| Ulsan Hyundai Mipo Dolphin     | 2 – 2 (4 PK 2) | Gyeongnam FC                     |
| ------------------------------ | -------------- | -------------------------------- |
| Kim Won-Jae 42 Ahn Sung-Nam 55 |                | 18 Lee Sang-Hong 59 Kim Sung-Kil |

| Chunnam Dragons | 1 – 0 | Jeonbuk Hyundai Motors |
| --------------- | ----- | ---------------------- |
| Kim Tae-Su 57   |       |                        |

| Goyang KB Kookmin Bank            | 2 – 2 (2 PK 4) | Pohang Steelers                   |
| --------------------------------- | -------------- | --------------------------------- |
| Ryu Byung-Hun 45 Yoon Bo-Young 85 |                | 60 Lee Chang-Won 70 Hwang Jae-Won |

| Daegu FC                                         | 2 – 3 | Incheon United                                        |
| ------------------------------------------------ | ----- | ----------------------------------------------------- |
| Luis Carlos Fernandes 20 Enio Oliveira Junior 87 |       | 50 Kim Sang-Rok 52 Dragan Mladenović 71 Park Jae-Hyun |

| Gwangju Sangmu | 1 – 3 | Ulsan Hyundai Horangi                    |
| -------------- | ----- | ---------------------------------------- |
| Namgung Do 49  |       | 26 Oh Jang-Eun 60 Woo Sung-Yong 82 Almir |

| Jeju United      | 1 – 1 (5 PK 4) | Seongnam Ilhwa Chunma |
| ---------------- | -------------- | --------------------- |
| Chun Jae-Woon 27 |                | 11 Kim Min-Ho         |

#### Tứ kết
| Chunnam Dragons | 0 – 0 (4 PK 2) | Ulsan Hyundai Horangi |
| --------------- | -------------- | --------------------- |
|                 |                |                       |

| Ulsan Hyundai Mipo Dolphin | 0 – 2 | Pohang Steelers                   |
| -------------------------- | ----- | --------------------------------- |
|                            |       | 31 Hwang Jae-Won 64 Lee Gwang-Jae |

| Incheon United                       | 2 – 1 | FC Seoul         |
| ------------------------------------ | ----- | ---------------- |
| Dejan Damjanović 10 Park Jae-Hyun 74 |       | 90+1 Kim Chi-Gon |

| Jeju United | 0 – 0 (5 PK 4) | Busan I'Park |
| ----------- | -------------- | ------------ |
|             |                |              |

#### Bán kết
| Chunnam Dragons                 | 2 – 0 | Incheon United |
| ------------------------------- | ----- | -------------- |
| Sandro Hiroshi 3 Kim Chi-Woo 88 |       |                |

| Pohang Steelers      | 2 – 1 | Jeju United    |
| -------------------- | ----- | -------------- |
| Tavares 10 Jonhes 57 |       | 87 Cho Jin-Soo |

#### Chung kết
Lượt đi
| Chunnam Dragons                                  | 3 – 2 | Pohang Steelers                 |
| ------------------------------------------------ | ----- | ------------------------------- |
| Kim Chi-Woo 21 Kim Seung-Hyun 81 Kwak Tae-Hwi 86 |       | 24 PK Tavares 50 Kim Gwang-Seok |

Lượt về
| Pohang Steelers   | 1 – 3 | Chunnam Dragons                             |
| ----------------- | ----- | ------------------------------------------- |
| Hwang Jin-Sung 48 |       | 35' 80' Song Jung-Hyun · 83' Sandro Hiroshi |

| Cúp FA Hàn Quốc Đội vô địch 2007 |
| -------------------------------- |
| Chunnam Dragons Danh hiệu thứ 3  |

## Giải thưởng
- Cầu thủ xuất sắc nhất giải đấu: Kim Chi-Woo (Chunnam Dragons)